# Аблеев, Мухамет Шарифович
Мухамет Шарифович Аблеев (тат. Мөхәммәт Шәриф улы Әблиев; 1900—1941) — советский татарский писатель, прозаик, драматург.

## Биография
Мухамет Аблеев родился 15 июля 1900 года в деревне Данышево (ныне Камско-Устьинский район Татарстана) в бедной крестьянской семье. Батрачил. В 1915 году уехал в Казань на заработки. После Октябрьской революции работал на заводе каменщиком. В 1918 году добровольно записался в продовольственный отряд. В 1919 году работал на ткацкой фабрике за прядильным станком. После окончания казанской партийной школы народов Востока работал на своей фабрике воспитателем рабочей молодёжи. В 1921 году вступил в ряды Красной армии, принимал участие в боях против басмачества в Средней Азии. Член Коммунистической партии с 1921 года. В 1926 году окончил Казанскую объединённую татаро-башкирскую военную школу, назначен командиром взвода 1-го татарского стрелкового полка. В 1928 году окончил Военно-политические курсы в Москве. В 1931—1932 годах снова участвовал в боевых операциях против басмачей. В 1936 году окончил Ленинградскую военно-политическую академию. Вернувшись в Казань, служил инструктором пропаганды, позднее стал военным комиссаром полка. Принимал участие в Советско-финской войне. Погиб в 1941 году на Великой Отечественной войне.

## Творчество
Наиболее заметным произведением Мухамета Аблеева считается драма «Шәмсекамәр» («Шамсекамар»), написанная в 1929 году. В этом произведении автор стремился раскрыть классовый конфликт крестьян и помещиков после отмены крепостного права. Свой первый рассказ «Минем дустым сугышта» («Мой друг в бою») Аблеев опубликовал в 1922 году. В 1928 году написал повесть «Итекче кызы» («Дочь сапожника»). В 1939 году стал членом Союза писателей СССР.